# Lijst van nummer 1-hits in Denemarken in 2013
Deze hits stonden in 2013 op nummer 1 in de Tracklisten Top 40, de bekendste hitlijst in Denemarken.
| Datum        | Artiest                            | Titel                              |
| ------------ | ---------------------------------- | ---------------------------------- |
| 4 januari    | Rihanna                            | Diamonds                           |
| 11 januari   | PSY                                | Gangnam style                      |
| 18 januari   | will.i.am & Britney Spears         | Scream & shout                     |
| 25 januari   | Justin Timberlake & Jay-Z          | Suit & tie                         |
| 1 februari   | Macklemore, Ryan Lewis & Wanz      | Thrift shop                        |
| 8 februari   | Nik & Jay & Lisa Rowe              | United                             |
| 15 februari  | Macklemore, Ryan Lewis & Wanz      | Thrift shop                        |
| 22 februari  | One Direction                      | One way or another (Teenage kicks) |
| 1 maart      | Rihanna & Mikky Ekko               | Stay                               |
| 8 maart      | Macklemore, Ryan Lewis & Wanz      | Thrift shop                        |
| 15 maart     | Nephew & Marie Key                 | Gå med dig                         |
| 22 maart     | Burhan G                           | Din for evigt                      |
| 29 maart     | Passenger                          | Let her go                         |
| 5 april      | Panamah                            | Børn af natten                     |
| 12 april     | Passenger                          | Let her go                         |
| 19 april     | Passenger                          | Let her go                         |
| 26 april     | Daft Punk & Pharrell Williams      | Get lucky                          |
| 3 mei        | Daft Punk & Pharrell Williams      | Get lucky                          |
| 10 mei       | Daft Punk & Pharrell Williams      | Get lucky                          |
| 17 mei       | Daft Punk & Pharrell Williams      | Get lucky                          |
| 24 mei       | Emmelie de Forest                  | Only teardrops                     |
| 31 mei       | Emmelie de Forest                  | Only teardrops                     |
| 7 juni       | Daft Punk & Pharrell Williams      | Get lucky                          |
| 14 juni      | Daft Punk & Pharrell Williams      | Get lucky                          |
| 21 juni      | Daft Punk & Pharrell Williams      | Get lucky                          |
| 28 juni      | Avicii                             | Wake me up                         |
| 5 juli       | Avicii                             | Wake me up                         |
| 12 juli      | Avicii                             | Wake me up                         |
| 19 juli      | Avicii                             | Wake me up                         |
| 26 juli      | Avicii                             | Wake me up                         |
| 2 augustus   | Avicii                             | Wake me up                         |
| 9 augustus   | Avicii                             | Wake me up                         |
| 16 augustus  | Avicii                             | Wake me up                         |
| 23 augustus  | Avicii                             | Wake me up                         |
| 30 augustus  | Burhan G                           | Kalder mig hjem                    |
| 6 september  | Burhan G                           | Kalder mig hjem                    |
| 13 september | Kato & Safri Duo & Peter Bjørnskov | Dimitto (let go)                   |
| 20 september | Rasmus Seebach                     | Olivia                             |
| 27 september | Rasmus Seebach                     | Olivia                             |
| 4 oktober    | Rasmus Seebach                     | Olivia                             |
| 11 oktober   | Rasmus Seebach                     | Olivia                             |
| 18 oktober   | Justin Bieber                      | Heartbreaker                       |
| 25 oktober   | Justin Bieber                      | All that matters                   |
| 1 november   | Justin Bieber                      | Hold tight                         |
| 8 november   | One Direction                      | Story of my life                   |
| 15 november  | Justin Bieber                      | Bad day                            |
| 22 november  | Rasmus Seebach                     | Sandstorm                          |
| 29 november  | One Direction                      | Diana                              |
| 6 december   | Justin Bieber                      | Roller coaster                     |
| 13 december  | Mads Langer                        | I en stjerneregn af sne            |
| 20 december  | Justin Bieber & Chance the Rapper  | Confident                          |
| 27 december  | Mads Langer                        | I en stjerneregn af sne            |